# Арге, Уни
Уни Йогванссон Арге (фар. Uni Jógvansson Arge, родился 20 января 1971 года в Торсхавне) — фарерский футболист, гандболист, писатель, журналист и музыкант; в футболе выступал на позиции нападающего.

## Биография

### Гандбольная карьера
Выступал за гандбольный клуб «Киндиль» из Торсхавна, сыграл 105 матчей и забил 693 гола.

### Футбольная карьера

#### Клубная
Карьеру игрока начинал в «ХБ Торсхавн», в основной состав пробился в 1988 году. Дебютный матч состоялся против «Фуглафьёрдура» в июне того же года: Арге вышел на замену и через две минуты забил гол, а клуб в том году выиграл чемпионат и кубок страны. Арге является лучшим бомбардиром в истории клуба «ХБ Торсхавн» со 182 голами в 231 встрече и тремя победами в чемпионате и четырьмя победами в Кубке (также 4 раза команда становилась серебряным призёром и дважды проиграла финалы Кубка). В 1998 году он переехал в Исландию, где играл за «Лейфтюр» и «Акранес», отличившись 22 раза в 50 играх и выиграв Кубок Исландии в 2000 году — Арге стал первым фарерским легионером, выигравшим национальный кубок другой страны. В том же 1998 году он дошёл до финала Кубка Исландии с соотечественником Йенсом Кнудсеном (поражение от «Вестманнаэйяра» 0:2). В 2001 году он вернулся на Фареры, временно завершил карьеру в 2002 году, но вернулся в 2005 году на несколько матчей — в игре против «Твёройри» Арге отличился через 40 секунд после выхода на замену. В его активе есть игры в еврокубках за «Торсхавн», «Лейфтур» и «Акранес», а в Кубке обладателей кубков 1997/1998 его гол в ворота кипрского клуба АПОЭЛ помог фарерцам сенсационно спасти ничью (1:1).

#### В сборной
Дебютная игра за сборную для Арге состоялась в 1992 году против Израиля. За 37 матчей Арге отличился 8 раз в майке сборной. 25 апреля 1993 года он забил первый гол сборной Фарерских островов в отборочных циклах чемпионата мира в ворота Кипра, а в 1996 году в игре против Испании сумел поразить ворота известного Андони Субисарреты. 9 июня 1999 года два гола Арге помогли спасти ничью против Боснии и Герцеговины (2:2), а 3 сентября 2000 года его гол и гол Эссура Хансена позволили фарерцам сенсационно отобрать очки в отборе на чемпионат мира 2002 года у Словении (ничья 2:2). В сборной он играл в одной связке с Тоди Йоунссоном из «Копенгагена».

#### Голы за сборную
Голы сборной Фарерских островов указаны первыми.
| # | Дата            | Стадион                                        | Противник            | Счёт после гола | Итог | Турнир                               |
| - | --------------- | ---------------------------------------------- | -------------------- | --------------- | ---- | ------------------------------------ |
| 1 | 25 апреля 1993  | Цирион Атлетик Центр, Лимасол, Республика Кипр | Кипр                 | 3:1             | 3:1  | Чемпионат мира 1994 (квалификация)   |
| 2 | 4 сентября 1996 | Свенгаскард, Тофтир, Фарерские острова         | Испания              | 2:6             | 2:6  | Чемпионат мира 1998 (квалификация)   |
| 3 | 8 июня 1997     | Свенгаскард, Тофтир, Фарерские острова         | Мальта               | 1:0             | 2:1  | Чемпионат мира 1998 (квалификация)   |
| 4 | 9 июня 1999     | Свенгаскард, Тофтир, Фарерские острова         | Босния и Герцеговина | 1:1             | 2:2  | Чемпионат Европы 2000 (квалификация) |
| 5 | 9 июня 1999     | Свенгаскард, Тофтир, Фарерские острова         | Босния и Герцеговина | 2:1             | 2:2  | Чемпионат Европы 2000 (квалификация) |
| 6 | 26 апреля 2000  | Райнпарк, Вадуц, Лихтенштейн                   | Лихтенштейн          | 1:0             | 1:0  | Товарищеский матч                    |
| 7 | 3 сентября 2000 | Свенгаскард, Тофтир, Фарерские острова         | Словения             | 1:2             | 2:2  | Чемпионат мира 2002 (квалификация)   |
| 8 | 13 февраля 2002 | Пафиако, Пафос, Республика Кипр                | Лихтенштейн          | 1:0             | 1:0  | Товарищеский матч                    |

### Карьера писателя и журналиста
Арге окончил датскую школу журналистики в Орхусе, много лет работал в разных фарерских СМИ. В 2004 году выпустил первую книгу под названием «Komin er nú onnur øld» о политике и обществе Фарерских островов, в 2011 году — «Framtíðin kallar» (фар. Будущее зовёт), в 2014 году — книгу к 75-летию Спортивной ассоциации Фарерских островов.

### Музыкант
В ноябре 2007 года Арге выпустил свой первый сольный альбом «Mitt í sjónum» (фар. В центре океана / В центре видения), в июле 2009 года — альбом «Meldurtíð», в ноябре 2014 года — «Meðan vindurin strýkur». Он является автором всех песен, исполняя их под аккомпанемент гитары; многие песни авторства Арге стали хитами. Согласно его утверждениям на Myspace, темы его песен — «любовь, неуверенность, решимость, дождливые дни, перекрёстки в жизни, зацикленные островитяне и всё такое прочее»; влияние оказали всемирно известные исполнители The Beatles, Джон Леннон, Rolling Stones, Pink Floyd, Electric Light Orchestra и Simon & Garfunkel, а также фарерские исполнители Frændur, Kári P и Teitur.

### Семья
- Отец — писатель, журналист, политик и диктор стадиона Йогван Арге (фар. Jógvan Arge), один из наиболее известных радиожурналистов Фарерских островов[3], депутат городского совета Торсхавна в 2000—2016 годах.
- Дед — Нильс Юэль Арге (фар. Niels Juel Arge; 1920-1995[4]) — директор радиовещательной компании Útvarp Føroya в 1960—1990 годах (ныне часть телерадиокомпании Kringvarp Føroya). Отец и дед являются авторами 35 книг по истории и культуре Фарерских островов.
- Дядя — Магни Арге, управляющий директор компании Atlantic Airways в 1995—2013 годах, депутат парламента Фарерских островов; избран в Парламент Дании вместо Хёгни Хойдаля от Фарерской республиканской партии, занимающего пост министра рыболовли Фарерских островов.

## Дискография
- Mitt í sjónum (2007)
- Meldurtíð (2009)
- Meðan vindurin strýkur (2014)

## Фильмография
- Lítla Dímun - gimsteinurin í sjónum, 71 минут, 2014
- Gjógv - millum Norðhavið og Skarðið, 53 минут, 2016
- Stríðsmenn í Havn - Havnar Arbeiðsmannafelag 100 ár, 80 минут, 2017
- Ein dagur í sjúkrarøktini, 55 минут, 2018
- Nýggjár í Vági - ein filmur um samanhald, 45 минут, 2018
- Teir váðafúsu menninir, Kringvarp Føroya, 50 минут, 2019
- Tann valdsmikla tøknin, Kringvarp Føroya, 42 минут, 2019
- Við trøum skal land prýðast, Kringvarp Føroya, 50 минут, 2019